# Kristin Dattilo
Kristin Dattilo (* 30. November 1970 in Kankakee, Illinois) ist eine US-amerikanische Schauspielerin.

## Leben
Dattilo wuchs in Illinois, Florida und Kalifornien auf. Sie studierte an der California State University, Northridge.
Dattilo debütierte im Jahr 1987 im erst im Jahr 1990 veröffentlichten Independentfilm Die Abenteuer des Grizzly Adams. Im Horrorfilm Mirror, Mirror (1990) spielte sie an der Seite von Karen Black eine der größeren Rollen. Eine größere Rolle spielte sie ebenfalls – neben Kevin Bacon und Kyra Sedgwick – in der Filmkomödie Ari & Sam (1991).
Im Thriller Sex Radio (1996) spielte Dattilo neben Eric Roberts und Stephen Tobolowsky. Im Abenteuerfilm Coronado spielte sie die Hauptrolle von Claire Winslow, die ihren verschollenen Verlobten sucht.
Ihr Bruder Bryan ist ebenfalls Schauspieler.

## Filmografie (Auswahl)
- 1990: Der Mann in den Bergen(The Legend of Grizzly Adams)
- 1990: Mirror, Mirror
- 1990: Hull High (Fernsehserie)
- 1991: Beverly Hills, 90210 (Fernsehserie, Folge: 1x12 One man and a Baby)
- 1991: Ari & Sam (Pyrates)
- 1991: Parker Lewis – Der Coole von der Schule (Parker Lewis Can’t Lose, Fernsehserie, 1 Folge)
- 1992: Final Judgement – Henker im Messgewand (Final Judgement)
- 1996: Sex Radio (Power 98)
- 1998: Alles nur Sex (Some Girl)
- 1999: Friends (Fernsehserie, eine Episode)
- 1999: Angel – Jäger der Finsternis (Fernsehserie)
- 2001–2004: The Chris Isaak Show (Fernsehshow)
- 2003: Love & Support
- 2003: Coronado
- 2003: Ein (un)möglicher Härtefall (Intolerable Cruelty)
- 2003: Two and a Half Men (Gastauftritt)
- 2004: Keine Gnade für Dad (Fernsehshow)
- 2008: Dexter 3. Staffel (Fernsehserie)